# Hal Fishman
Harold "Hal" Fishman (25 de agosto de 1931 - 7 de agosto de 2007) fue un presentador local de noticias en el área de Los Ángeles, y estuvo en el aire continuamente con estaciones de televisión del área de Los Ángeles desde 1960 hasta su muerte. en 2007. Fishman fue el presentador de noticias de más larga duración en la historia de la televisión estadounidense antes de que Dave Ward lo superara en 2015. También fue un aviador con récords. El presentador de televisión de dibujos animados "Los Simpson", Kent Brockman, se inspiró parcialmente en Hal Fishman.

## Biografía
Una de Brooklyn, Nueva York natal, Fishman recibió una licenciatura de la Universidad de Cornell, donde trabajó en la estación de radio del campus. También recibió una maestría en ciencias políticas de la UCLA en 1956. Planeando una carrera académica, se desempeñó como profesor asistente de ciencias políticas en la Universidad Estatal de California, Los Ángeles, durante dos años.
Finalmente, la estación de televisión independiente de Los Ángeles, KCOP, se acercó a Fishman para enseñarle un curso al aire, y más tarde, la estación lo invitó a anclar su propio segmento. Fishman había estado en el aire continuamente desde el 20 de junio de 1960, pasando de KCOP a KTLA en 1965. Ese año, recibió una exposición significativa como reportero de campo para KTLA cuando ayudó a cubrir los Watts Riots en vivo desde el centro de comando del Departamento de Policía de Los Ángeles. Fishman también trabajó en KTTV y KHJ-TV (ahora KCAL-TV ) a principios de la década de 1970, regresando a KTLA el 8 de enero de 1975, para presentar su nueva transmisión vespertina NewsWatch, más tarde renombrada News at Ten.

## Acontecimientos notables cubiertos
Como presentador de noticias, Fishman cubrió numerosos eventos en Los Ángeles y el mundo, desde el asesinato del candidato presidencial Robert F. Kennedy, hasta los terremotos de Sylmar y Northridge, hasta la visita del Papa Juan Pablo II al sur de California en 1987. Él, junto con KTLA, fue acreditado por ser el primero en emitir imágenes de la golpiza policial de Rodney King en 1991, un evento que provocó disturbios un año después cuando los oficiales fueron absueltos. En 2000, KTLA dedicó su sala de redacción en honor de Fishman, conmemorando sus 40 años en televisión y sus años de servicio y compromiso con la región. 

### Honores
Fishman ganó innumerables premios, incluido el primer premio Lifetime Achievement Award de la Associated Press Television-Radio Association. Recibió una "estrella" en el "Paseo de la fama" de Hollywood, en 1560 Vine Street y KTLA nombró a su estudio de televisión por Fishman. También fue autor de dos novelas, Flight 902 Is Down (en coautoría con el escritor de aviación Barry J. Schiff) y The Vatican Target. Fishman también fue un piloto consumado y estableció 13 récords de velocidad y altitud. En 1969, la Fédération Aéronautique Internationale le otorgó la medalla Louis Blériot .

## Muerte
La última transmisión de Hal Fishman fue el 30 de julio de 2007, ocho días antes de su muerte. El 31 de julio de 2007, la noche antes de que Fishman se enfermara y después de su última transmisión, KTLA celebró sus 47 años en televisión con una gala especial en el Museo Nacional Autry en Los Ángeles. El evento fue conducido por la demostración de mañana de anclaje Michaela Pereira y con la presencia de dignatarios como el alcalde de Los Ángeles Antonio Villaraigosa y el condado de Los Ángeles sheriff Lee Baca. Durante la gala, Fishman habló al público sobre su tiempo en la televisión. Parecía algo cansado, pero poco se sabría sobre su condición hasta el día siguiente. 
Fishman murió el 7 de agosto de 2007 en su casa, 18 días antes de que hubiera cumplido 76 años, luego de un tratamiento reciente para una infección hepática, que había detectado cáncer en su hígado y colon. Esa mañana, la estación interrumpió su horario regular de noticias y dedicó gran parte de las transmisiones de Morning Show y Prime News a Fishman. Los reporteros en Prime News no rompieron para comerciales esa noche.

## Filmografía
Fishman interpretó a un presentador o reportero de noticias de televisión en numerosas películas durante su carrera:
- Películas
  - Domingo negro (1977) - Reportero
  - Cuando el infierno estaba en sesión (1979) - 1st Newscaster
  - Maximum Overdrive (1986) - Anchorman Voice (voz, sin acreditar)
  - Sabiduría (1987) - Presentador de red
  - Forrest Gump (1994) - El mismo
  - Jimmy Hollywood (1994) - Presentador
  - Joe Dirt (2001) - Él mismo
  - Cocodrilo Dundee en Los Ángeles (2001) - Él mismo
  - Seguridad nacional (2003) - Él mismo
  - Malibu's Most Wanted (2003) - Él mismo
  - One Six Right (2005) - Él mismo
  - Spider-Man 3 (2007) - Anchorman (papel final de la película)